# TRIF
TRIF, také známý jako TICAM-1, je adaptorový protein Toll-like receptoru (TLR), hraje klíčovou roli při iniciaci downstream signálních drah v reakci na aktivaci TLR , , ,  , zejména TLR3 a TLR4, což vede k produkci interferonů a dalších zánětlivých mediátorů. Tato reakce pomáhá bojovat proti virovým infekcím a dalším hrozbám pro imunitní systém těla , .

## TRIF-dependentní TLR signalizace
TRIF, esenciální pro přenos signálů uvnitř buněk, je komplexní protein s několika klíčovými doménami, které ovlivňují jeho funkci. Patří sem N-terminální doména (NTD) podílející se na autoregulaci, konsensus TRAF6-vazebný motiv, Toll/interleukin-1 receptorová (TIR) doména a RIP homotypický interakční motiv (RHIM) na C-konci. U lidí se TRIF skládá ze 712 aminokyselin, u myší obsahuje 732 aminokyselin , , , . NTD TRIF hraje důležitou úlohu ve své funkci interakcí s TBK1 a IKKi/IKKɛ, členy kinázové rodiny IKK, což usnadňuje následnou fosforylaci a aktivaci interferonového regulačního faktoru 3 (IRF3) , , , ). TIR doména TRIF interaguje s TIR doménou TRAM nebo TIR doménou TLR3 během náboru do endozomálního TLR4 a TLR3, na druhé straně se C-terminální oblast TRIF podílí na aktivaci NF-kB, iniciaci apoptózy ,   nebo, pokud je kaspáza-8 inhibována, indukci nekroptózy . Doména TIR a C-terminální oblast TRIF, jsou zodpovědné za samovolnou asociaci , což je velmi důležitá událost v signalizaci proteiny obsahujícími doménu TIR . NTD, když je izolovaná, je monomerní se šroubovicovou strukturou. Tato doména působí jako negativní regulátor aktivace promotoru IFN-β a aktivity reportérového genu závislého na NF-kB  zprostředkované TRIF interakcí přímo s doménou TIR, aby se inhibovala samovolná asociace molekul TRIF . TRIF je zodpovědný za zprostředkování TLR4-dependentní aktivace produkce NF-κB a IFN-β  ,, . Stejně jako za TLR3-dependentní produkci IFN-β , . TIR doména je nezbytná k umožnění interakce domény TIR:TIR, dále také usnadňuje sestavení signálního komplexu obsahujícího TLR a cytosolické TRAM a TRIF, naopak N-terminální oblast dává vzniknout downstream signalizacím zprostředkovaným interakcemi TRAF6 s dalšími signálními molekulami , , . Signalizace prostřednictvím TRIF dokáže aktivovat několik transkripčních faktorů, včetně NF-κB, IRF3 a AP-1, což dále vede k produkci interferonů typu I a ke zrání myeloidních dendritických buněk , , , . Nicméně biologické odpovědi, které pocházejí ze signalizace závislé na TRIF se formují v závislosti na tom, o jaký buněčný typ se jedná, tak i na specifikaci aktivovaného TLR. TRIF je široce exprimován  klidovými buňkami, v jejichž cytoplazmách je lokalizován , . K aktivaci TLR3 pomocí dvouvláknové RNA se TRIF přechodně kolokalizuje s receptorem předtím, než se znovu rozdělí a organizuje do struktur podobných skvrnám, které s největší pravděpodobností slouží jako centra pro následné signalizační reakce , , naproti tomu se v průběhu signalizace TLR4 TRIF spojuje s internalizovaným TLR4, a to prostřednictvím endozomální TRAM . Důsledky signalizace TLR závisí na různých fyziologických a patologických podnětech, přičemž dráhu TRIF řídí množství pozitivních a negativních regulátorů. Tyto regulátory hrají zásadní roli v TLR3- a TLR4-zprostředkovaných signalizačních reakcích a mohou být potenciálně využity pro selektivní manipulaci s různými TLR signalizačními rameny .

## Pozitivní regulátory TRIF-dependentní TLR signalizace
Pomocné faktory na buněčném povrchu mohou zlepšit signalizaci TRIF. Například CD16 byl identifikován jako pozitivní regulátor TRIF-dependentních TLR4 odpovědí na LPS v lidských monocytárních buňkách  . Modulací exprese IRAK-M a antagonisty IL-1R, CD16 zvyšuje TRIF-dependentní signalizaci, ale snižuje MyD88-dependentní signalizaci . Podobně CD14, známý pro svou roli při senzibilizaci signalizace TLR4 závislého na LPS, se podílí na podpoře signalizace TLR3 , pravděpodobně prostřednictvím zvýšení příjmu ligandu a dodání do lysozomálního kompartmentu obsahujícího TLR3. To podtrhuje promiskuitní roli CD14 v signalizaci TLR, přesahující odpovědi TLR4 , . Kromě toho bylo identifikováno několik molekul, které zesilují TLR reakce regulací endozomální translokace a signalizace - například TRIL, původně identifikovaný jako protein vázající LPS, zesiluje signalizaci TLR4  i TLR3 lokalizací do endozomálního kompartmentu . Podobně UNC93B působí jako molekula chaperonu usnadňující translokaci TLR citlivých na nukleovou kyselinu do endolysozomů, což je klíčové pro jejich signalizační funkci , , ,  . Přesahující modulaci buněčného povrchu působí různé pozitivní regulátory signalizace TRIF na úrovni adaptorových a downstream signálních molekul. Členové rodiny TRIM E3 ubikvitin ligáz, jako je TRIM56   a TRIM62, podporují signalizaci TLR závislou na TRIF zvýšením aktivace NF-kB a AP-1 , . Tyto ligázy interagují přímo s TRIF, čímž modulují downstream signalizační události . Kromě toho byl nukleární BS69, původně charakterizovaný jako transkripční korepresor, identifikován jako pozitivní regulátor signalizace TLR3 zprostředkované TRIF. Rozpoznáním methylovaného histonu H3.3k36 BS69 zvyšuje aktivaci NF-kB závislou na TRIF a produkci IFN typu I , , , , . Dále se imunoproteazomové podjednotky jako LMP7, LMP2 a LMP10 podílejí na pozitivní regulaci signalizace TLR4 zprostředkované TRIF/TRAM, zejména v kontextu produkce NO , , 

## Negativní regulátory TRIF-dependentní signalizace
Dráha TRIF, která je silným zánětlivým signalizačním modulem, podléhá přísné regulaci mnoha hostitelskými faktory, naopak několik patogenů vyvinulo strategie pro zacílení na TRIF-dependentní signalizaci jako prostředek úniku hostitele. Značné množství faktorů odvozených od hostitele a patogenu má inhibiční účinky na dráhu TRIF, které působí na různých úrovních včetně receptoru, adaptéru a downstream signalizačních složek. To podtrhuje kritický význam signální dráhy TRIF pro hostitele  .